# Катланово
Катланово (на македонска литературна норма: Катланово) е село в община Ибрахимово (Петровец) на Северна Македония.

## География
Селото се намира в областта Блатия, на десния бряг на Пчиня.

## История
Името Катланово произлиза от турската дума kaplan, каплан, която означава тигър, трансформирана в катлан.
В края на XIX век Катланово е село в Скопска каза на Османската империя. Според статистиката на Васил Кънчов („Македония. Етнография и статистика“) към 1900 година в Катланово живеят 70 българи християни и 20 турци.
В началото на XX век цялото християнско население на селото е под върховенството на Българската екзархия. По данни на секретаря на екзархията Димитър Мишев (La Macédoine et sa Population Chrétienne) в 1905 година в Катланово има 80 българи екзархисти.
В 1910 година селото пострадва при обезоръжителната акция. Седем души са пребити до смърт.
След Междусъюзническата война в 1913 година селото попада в Сърбия.
На етническата си карта от 1927 година Леонард Шулце Йена показва Катланово (Katlanovo) като село с неясен етнически състав.
По време на българското управление във Вардарска Македония в годините на Втората световна война, Драган Киров Георгиев от Скопие е български кмет на Катланово от 1 септември 1941 година до 13 май 1942 година. След това кмет е Димитър Стеф. Джиков от Скопие (12 юни 1942 - 9 септември 1944).
Според преброяването от 2002 година селото има 769 жители.
| Националност     | Всичко |
| северномакедонци | 418    |
| албанци          | 275    |
| турци            | 0      |
| роми             | 63     |
| власи            | 0      |
| сърби            | 5      |
| бошняци          | 0      |
| други            | 8      |

## Личности
Починали в Катланово
- Димитър Христов Стоянов, български военен деец, капитан, загинал през Първата световна война[8]
- Мино Стоянов, български революционер от ВМОРО, четник на Захари Василев и на Никола Костов[9]